# Torpille
Pour les articles homonymes, voir Torpille (homonymie).

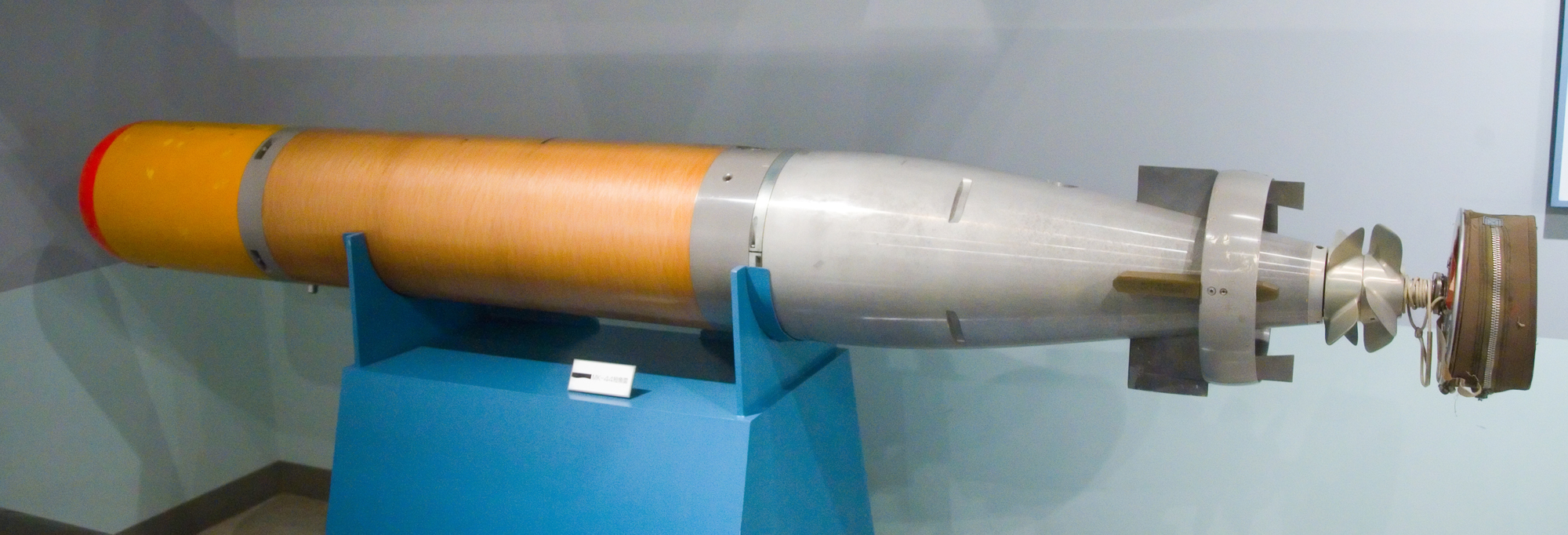
Torpille Mk 44 de conception américaine fabriquée sous licence au Japon exposée au Musée de la base aéronavale de Kanoya.

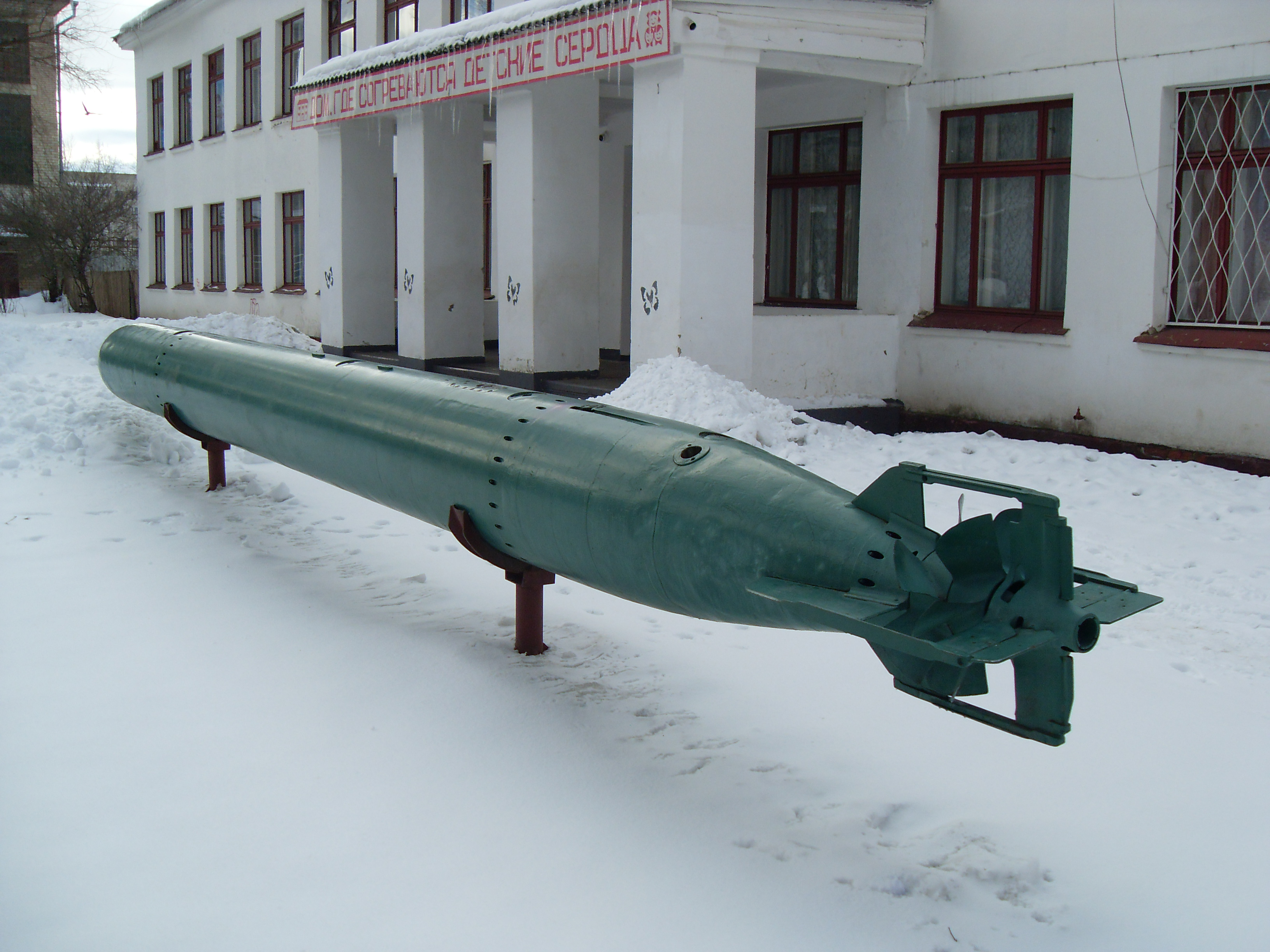
Torpille Type 53 soviétique.

Une torpille est un engin automoteur, se déplaçant dans l'eau et destiné à la destruction de navires ou de sous-marins. Elle peut être lancée depuis un navire, un sous-marin, un avion de patrouille maritime, un hélicoptère ou encore portée par un missile.

## Historique

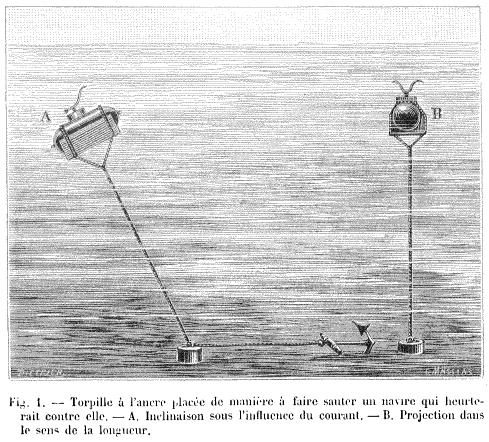
Torpille dormante (mine).

La première torpille fut imaginée au XIIIe siècle par Hasan al-Rammah, chimiste arabe originaire de Syrie. L'engin aurait volé et flotté au-dessus de l'eau en utilisant l'effet de sol vers le navire visé par son servant. Une explosion incendiaire résultait de l'impact avec l'objectif, juste au-dessus de la ligne de flottaison (voir aussi Exocet). L'anglais Richard Windley a reproduit un modèle de cette torpille du XIIIe siècle pour le documentaire Les inventions venues d'Orient diffusé en 2009.
Jusque vers la fin du XIXe siècle, le terme torpille désigna indistinctement des mines sous-marines passives posées ou ancrées sur des hauts-fonds dites « dormantes » ou « vigilantes », et des charges explosives mobiles qu’on essayait d’amener contre la coque des vaisseaux ennemis par les divers moyens disponibles à l’époque. C’est ce dernier sens qui prévalut après la généralisation des torpilles automobiles.
Les torpilles les plus modernes du monde sont en 2016 la torpille lourde F21 et la torpille légère MU90 Impact,[source insuffisante].

### Torpilles portées

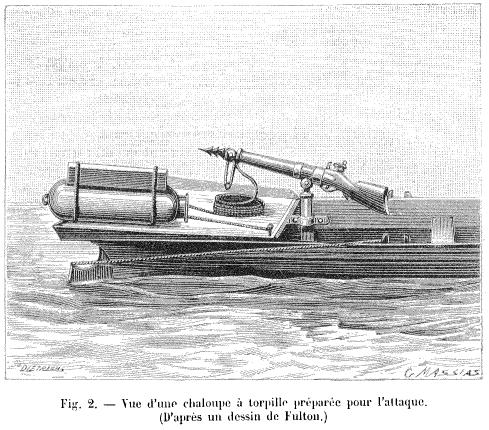
Torpille avec lance harpon

La torpille moderne fut inventée en 1776 par David Bushnell. Durant la guerre d’indépendance des États-Unis, celui-ci invente le premier sous-marin, le Turtle, afin de couler le HMS Eagle, un navire britannique de 64 canons mouillé en baie de New York, à l’aide d’une charge explosive qu’il espérait arriver à visser sur sa coque. L’aventure échoue mais David Buschnell continuera cependant ses recherches sur les armes sous-marines.
L’idée fut reprise par Robert Fulton qui, en 1812, décrivit une expérience, réalisée en Angleterre les 14 et 15 octobre 1805, consistant à approcher d’un navire, à l'aide de chaloupes, des charges explosives maintenues entre deux eaux et à les faire glisser sous le bâtiment visé en s’aidant du courant de la marée. La charge de 180 livres de poudre était mise à feu par une minuterie. L’entreprise ayant été un succès, il la renouvela dans le port de New York en 1807. Fulton eut aussi l’idée d’attacher des charges avec un cordage à un harpon qu’un petit canon monté sur une barque envoyait se planter dans la coque en bois des bateaux de l’époque.
À partir de 1825, de nombreuses armes sous-marines sont mises au point.
Les premières utilisations militaires des torpilles apparurent au cours de la guerre de Sécession des États-Unis (1861-1865). Elles pouvaient être ancrées sur le fond, comme au cours de la bataille de Mobile, soit être portées par une embarcation au bout d'une hampe. Le 21 août 1863, une première attaque est faite contre le cuirassé New-Ironsides par une chaloupe à vapeur, repoussée au canon. La seconde, le 5 octobre, toujours contre le New-Ironsides est effectuée par le semi-submersible CSS David avec une charge de torpille insuffisante.

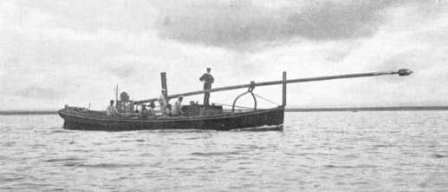
Manœuvre d'une torpille portée
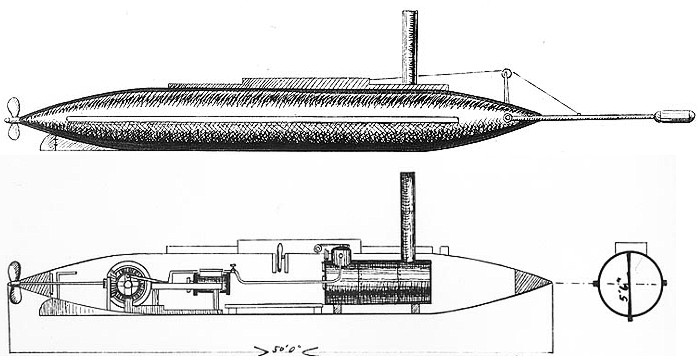
Un David

En 1864, un sous-marin confédéré CSS H. L. Hunley coule le USS Housatonic. Des navires de surface furent également employés telle la chaloupe nordiste qui attaquera ainsi, le 26 octobre 1864, le cuirassé sudiste CSS Albemarle sur la rivière Roanoke. Le sudiste est coulé, entraînant avec lui la chaloupe.
Les torpilles portées de la seconde moitié du XIXe siècle sont également nommées torpilles à hampe (spar torpedo en anglais) il s'agit d'une charge explosive (une douzaine de kilos de fulmicoton , avec un déclencheur électrique installée au bout d'un espar (ou tangon) monté à l'avant d'une chaloupe à vapeur , parfois équipée d'un léger blindage contre les feux de mousqueterie, ou encore d'un proto sous-marin comme le CSS H. L. Hunley de la Guerre de Sécession.
Typiquement le mode d'attaque avec cette arme impose d'aller au contact du navire ennemi (qui peut mitrailler l'assaillant à bout portant ou presque) et d'apiquer l'espar au dernier moment pour amener la charge explosive au contact du navire attaqué, sous la ligne de flottaison : ce sera le type d'attaque décisif mené lors de la bataille navale de Fou Tchéou par les chaloupes porte-torpilles du Lieutenant de Vaisseau Douzans appartenant à l'escadre d'extrême orient de l'amiral Courbet. Ce genre d'attaque imposait une importante prise de risque et ne pouvait être pratiquée que sur des bâtiments quasi immobiles, ancrés dans une rade ou amarrés à quai.
Durant la guerre russo-turque de 1877-1878, le monitor turc Hivzi-Rahman fut coulé le 25 mai à neuf kilomètres en amont de la ville de Bräila, sur le Danube, par les chaloupes Czarewitch et Xenia, munies d'une torpille fixée à leur proue.
En 1885, à Shei-Poo, deux torpilleurs français coulent deux bâtiments chinois à l'aide de leurs torpilles portées.

### Torpilles automobiles

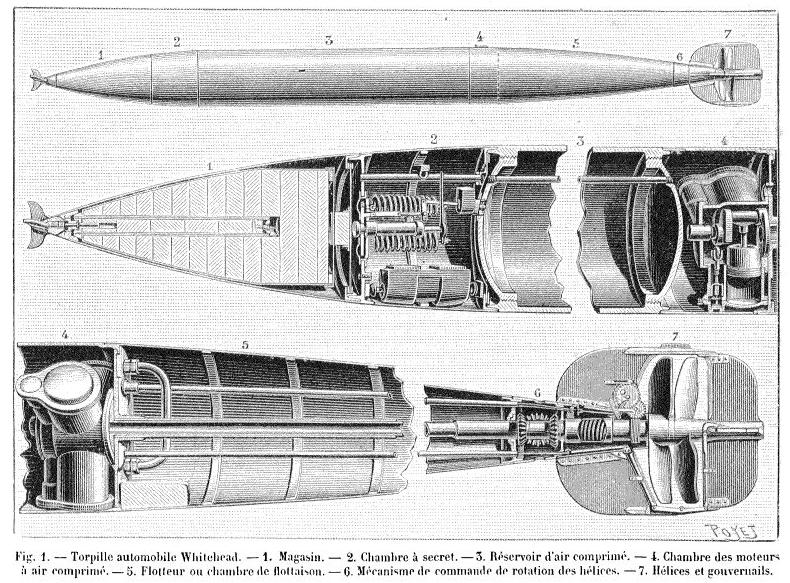
Torpille Whitehead

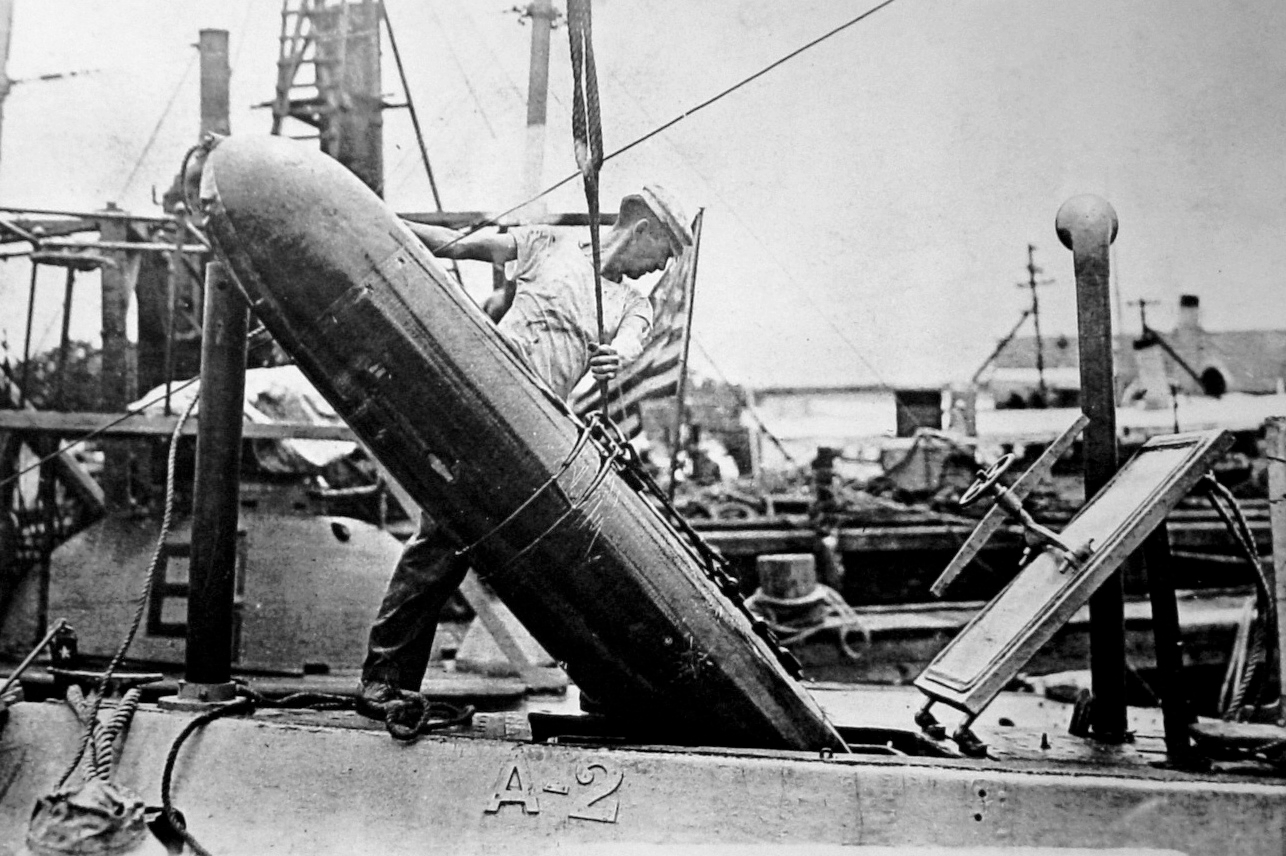
Chargement d'une torpille à bord de l', l'un des premiers sous-marins américains mis en service en 1903.

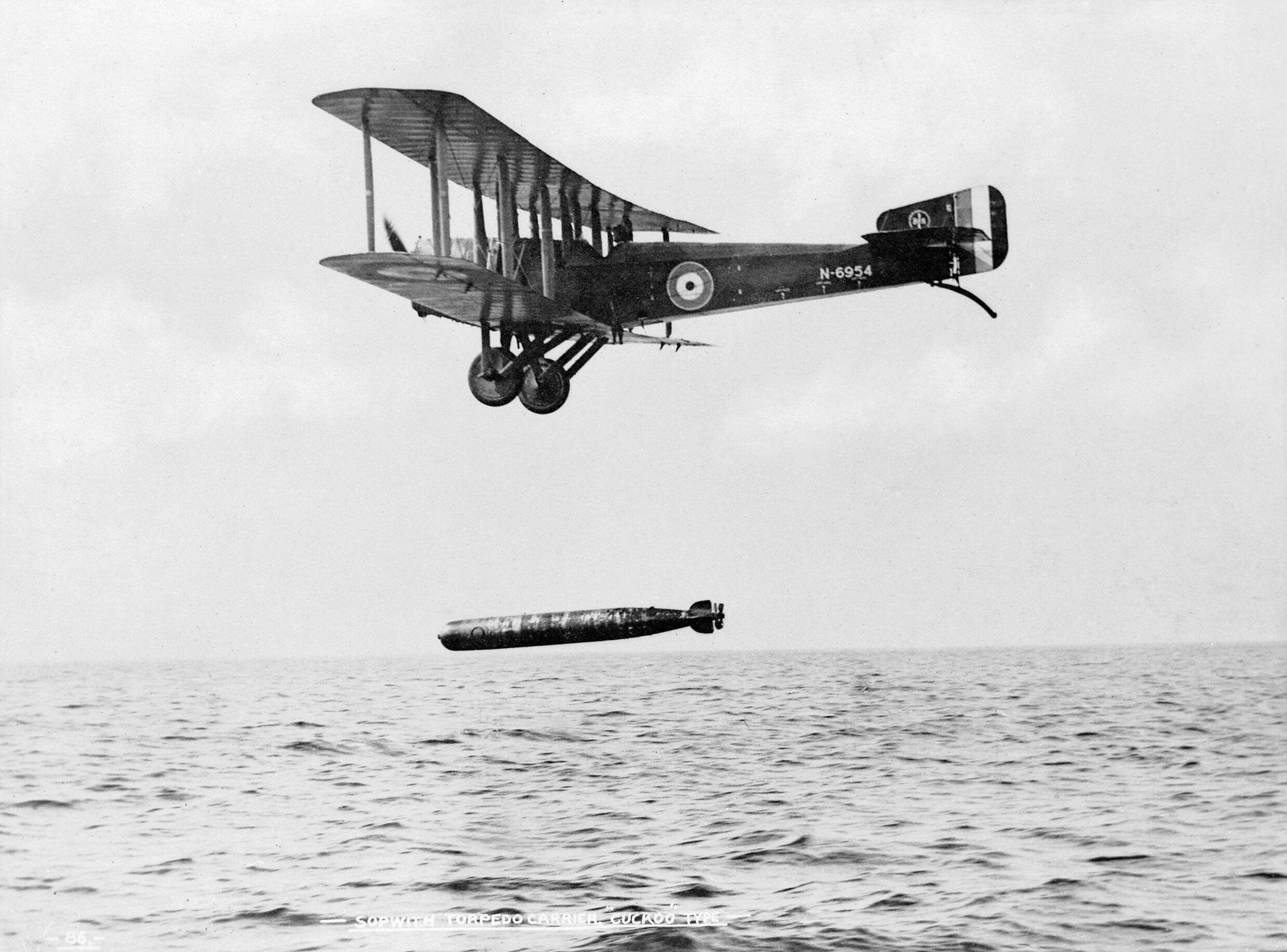
Lâcher d'une torpille par un Sopwith Cuckoo entre 1916 et 1923

Vers 1280, quelque temps après que les mongols ont apporté poudre à canon dans la région (Bataille de Bagdad (1258)), le savant d'origine Syrienne Ahdab al-Rammāḥ, qui fut le premier chimiste arabe à fabriquer des substances explosives, décrit dans son ouvrage Kitâb al-Furūsīyah wa-al-manāṣib al-ḥarbīyah, une torpille auto-propulsée à poudre, ressemblant à une sorte d'œuf ou de poire, prolongé à l'arrière par deux baguettes stabilisatrices. L'engin, bourré de poudre, se serait déplacé à la surface de l'eau sur une distance pouvant atteindre un kilomètre en explosant en touchant sa cible. Son éventuelle efficacité destructrice contre la marine adverse demeure inconnue, l'engin, s'il fut construit, n'a laissé aucune trace militaire ni aucune postérité. Il semble que cet engin soit la première arme auto-propulsée imaginée pour le combat naval.
Au milieu du XIXe siècle, un officier d'artillerie navale autrichien anonyme conçoit le projet d'un petit canot rempli d'explosif, propulsé par un moteur à vapeur ou à air comprimé et dirigé à distance par des filins afin d'aller frapper les navires ennemis.
L’idée est reprise et développée par le capitaine de frégate autrichien Giovanni Biagio Luppis qui est considéré comme l’inventeur de cette arme. En 1860, il fait une démonstration à l’empereur François-Joseph du « salvacoste », un prototype de surface de six mètres propulsé par un ressort et dirigé depuis la terre par des câbles.
En 1864, par l'entremise du maire de Fiume (aujourd’hui Rijeka en Croatie), il rencontre l'ingénieur anglais Robert Whitehead, directeur de la Stabilimento Tecnico Fiumano avec lequel il passe un accord pour le développement du « salvacoste ». Whitehead prépare un nouveau prototype, mais conclut assez rapidement que l'idée n'est pas viable. De son point de vue il ne faut plus se concentrer sur une action en surface mais chercher une solution plus efficace pour attaquer les navires sous la ligne de flottaison. Son nouveau modèle, doté d'un guidage automatique en profondeur et direction, va naviguer sous l'eau, propulsé par un moteur à air comprimé.
Le 21 décembre 1866, la première torpille automobile est officiellement présentée aux autorités austro-hongroises pour une évaluation. Le modèle a un diamètre de 355 mm (14 "), une longueur de 3,35 mètres et un poids de 146 kg dont 8 kg d'explosif. La commission navale impressionnée valide les tests et dès le 6 mars 1867 le gouvernement autrichien passe une première commande. La Royal Navy, qui a entendu parler des démonstrations de ses torpilles, l'invite en 1869 à une campagne d'essais en Angleterre. Il présente les modèles 14 " (355 mm) et 16 " (406 mm) de diamètre. Il obtient un gros contrat et la fabrication sous licence en Angleterre à partir de 1872. Celle torpille a déjà pratiquement tous les caractères des modernes : moteur à air comprimé, stabilité en direction (grâce notamment à deux hélices contrarotatives) et en profondeur, possibilité de guidage par fil.
En 1877, Louis Brennan invente un ingénieux et contrintuitif dispositif de propulsion d'une torpille pour la défense côtière : son hélice est mise en rotation par un câble qu'une machine à vapeur tire vers la terre. La torpille Brennan est guidée par un autre câble, et sa portée atteint trois kilomètres. Elle est effectivement adoptée par la Royal Navy qui en équipe des fortins comme le Cliffe Fort (en). 
Ces engins sont lents, ils ont une faible portée, et ils resteront longtemps peu fiables. Ils révolutionnent cependant les théories du combat naval, devenant l'arme idéale pour les sous-marins (et plus tard, pour les avions et notamment ceux à bord des porte-avions), donnant naissance aux torpilleurs et autres vedettes lance-torpille, contre lesquels on inventera les contre-torpilleurs, le tout nourrissant toute une réflexion théorique telle que celle, en France, de la Jeune École.  
En 1891, l’amiral américain Howell perfectionna la torpille Whitehead en remplaçant la propulsion à air comprimé par l’énergie accumulée dans un volant d’inertie lancé à 10 000 tours par minute avant l’envoi de la torpille. Outre une discrétion considérablement accrue en matière visuelle et sonore, l’effet gyroscopique du volant garantissait à l’engin une trajectoire rigoureusement rectiligne. Au cours d’essais comparatifs menée par l’US Navy, la torpille Howell construite par la société Hotchkiss obtint 95 % de tirs au but contre 37 % pour le modèle Withehead. Cependant le système à volant d'inertie n'est pas continué. Trois systèmes de propulsion s'imposent au début du XXe siècle : le moteur électrique, le moteur diesel, et surtout un moteur pneumatique perfectionné, d'abord par l'ajout d'une chambre de combustion intercalée entre le réservoir d'air comprimé et le moteur, permettant de réchauffer l'air comprimé et d'augmenter sa puissance, puis en ajoutant une injection d'eau dans cette chambre, ce qui stabilise et limite la température, et produit une vapeur qui contribue également à la puissance. En 1933, ultime raffinement de ce système, les ingénieurs japonais réussiront à remplacer l'air comprimé par de l'oxygène pur pour leur torpille Type 93, qui dès lors ne laisse aucun sillage de bulles. À la même époque les britanniques utilise de l'air enrichi en oxygène à 57% pour leur torpille de 21 pouces (en), tandis que les allemands testent le peroxyde d'hydrogène (système Walter) pour finalement adopter un moteur électrique pour leur torpille G7e.
Pendant toute la période, ces engins manquent de précision et de fiabilité, notamment pour la mise à feu. Durant la guerre russo-japonaise, les Japonais lancèrent 180 torpilles contre le cuirassé russe Sébastopol mouillé en rade de Port-Arthur au cours des cinq nuits du 12 au 16 décembre 1904 ; une seule explosa à l'arrière du bâtiment. La généralisation de l'emploi de gyroscopes pour maintenir une trajectoire rectiligne améliora grandement la précision par la suite.
Les torpilles ont été très utilisées lors des deux conflits mondiaux, comme lors des batailles de l’Atlantique, et le sont toujours actuellement (2024). La fiabilité restant relativement faible durant la Seconde Guerre mondiale, par exemple, 14 748 torpilles sont lancées par les sous-marins de l'US Navy lors de 4 873 attaques recensés et coule 1 392 bateaux soit 10,59 torpilles par cible coulée.
Elles sont l'arme principale des sous-marins et de certains navires de guerre. Le lancement des torpilles s'effectue au moyen de tubes lance-torpilles (TLT) ou de rampes de lancement. L’aéronautique navale les utilise également pour la lutte anti-sous-marine (ASM) (le bombardier-torpilleur spécialisé a disparu après la fin de la Seconde Guerre mondiale).
Les Japonais, de leur côté, utilisèrent des torpilles humaine Kaiten (« refait le monde ») dérivé de la torpille Type 93 dont le type 2 fut construit à 400 exemplaires dont 100 furent utilisés dans des missions suicides contre les navires de la flotte des États-Unis dans la période 1944-1945.
Le développement après la Seconde Guerre mondiale de torpilles guidées a permis de les employer également contre les sous-marins. Les torpilles sont alors généralement acheminées par un aéronef (hélicoptère ou avion de patrouille maritime) et larguées dans la zone où le sous-marin est détecté. Les navires de surface possèdent également des torpilles montées au bout de missiles qui permettent de projeter très rapidement une torpille dans la zone où le sous-marin est détecté. Elles sont devenus des armes extrêmement complexes et onéreuses, la torpille F21 française entrée en service actif en 2019 est estimé à 2,3 millions d'euros l'unité, hors coût de développement, en 2013.
Durant la guerre froide, l'Union soviétique développe plusieurs programmes de torpilles dotés d'armes nucléaires tactiques et stratégiques, le premier essai nucléaire réussi à lieu le 21 septembre 1955. Les États-Unis mette en œuvre une seule de ces armes, la Mark 45 ASTOR, entre 1963 et 1976. 
Le drone sous-marin russe Status-6 Poseïdon développé à la fin des années 2010 est classé comme armement stratégique.

## Description
Les torpilles ont une forme allongée et cylindrique, mesurent typiquement aujourd'hui environ 6 m de long pour 30 à 70 cm de diamètre, pesant une tonne environ. Elles contiennent à l'avant plusieurs centaines de kilogrammes d'explosifs, ainsi qu'un système pyrotechnique incluant un détonateur. Il existe même des torpilles à charge nucléaire (attesté notamment depuis 2001 par l'opération Kamas[réf. souhaitée]).
À l'arrière la torpille contient un système de guidage, ainsi que le moteur (turbine à vapeur ou moteur électrique). Un jeu de pièces de plomb peut être disposé dans le corps de la torpille pour l'équilibrer. À l'extérieur de la partie arrière, se trouvent les gouvernails et le système propulsif (hélices ou propulseur caréné).
Dans les torpilles d'exercice, l'explosif est remplacé par un poids équivalent : enregistreur de données et système de trajectographie.

## Fonctionnement

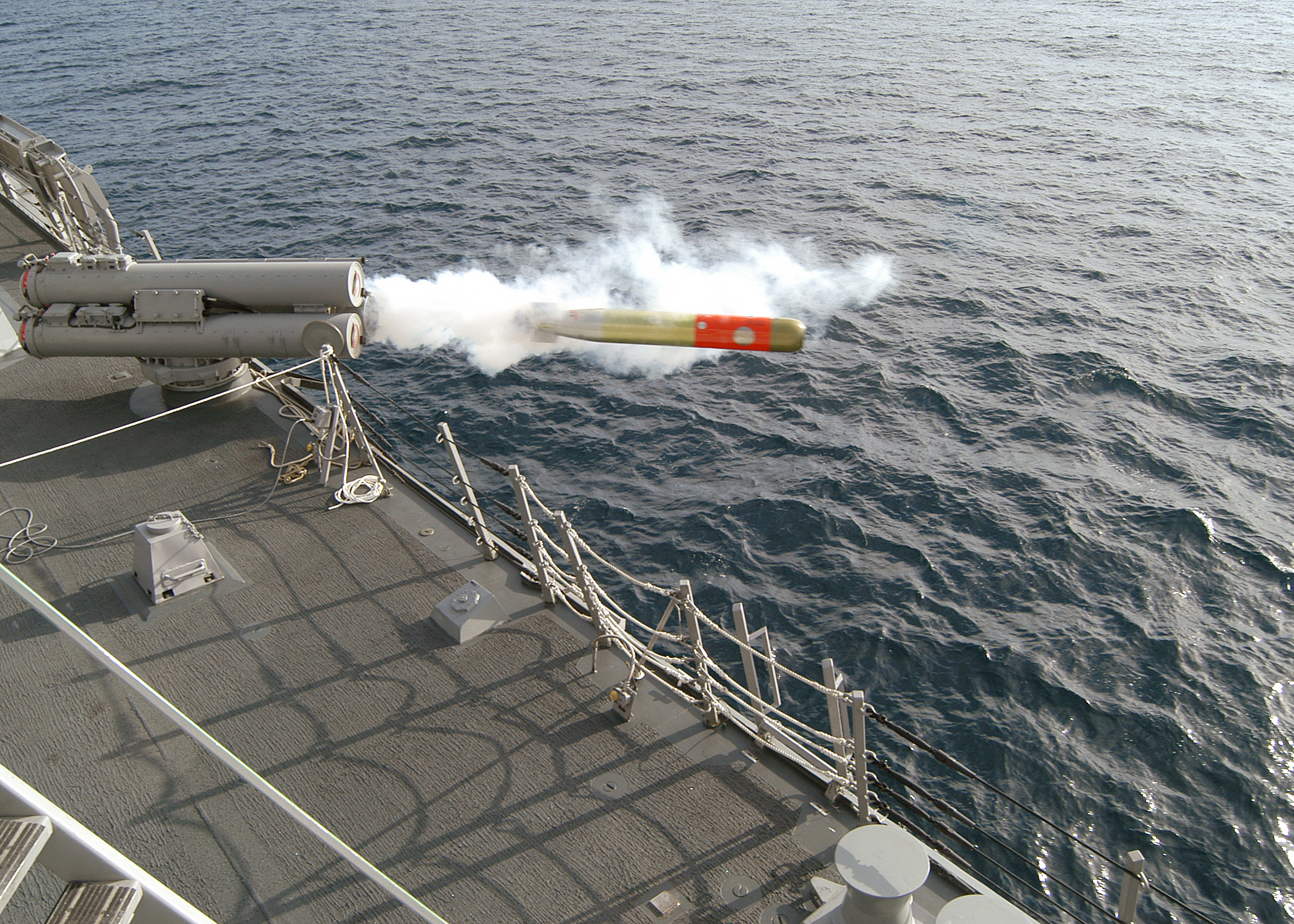
Torpille légère de défense anti-sous-marine Mk-46 tirée depuis un destroyer de classe Arleigh Burke.

On peut distinguer deux modes opératoires :
- par contact ou proximité (l'eau étant incompressible, les effets sont quasiment identiques),  la torpille percute le flanc de la cible et explose ou elle détone à proximité et l'onde acoustique induite engendre des dommages comparables. La cible peut alors être détruite grâce suite à une voie d'eau, une explosion des réserves de munitions ou une explosion de carburant. Grâce aux progrès en matière de compartimentage des navires de guerre, ceux de plus grande taille nécessitent la plupart du temps plusieurs impacts afin d'être coulés. En revanche, un seul tir peut potentiellement s'avérer fatal contre un sous-marin.
- par dislocation ; ce mode n'est utilisable que contre les bâtiments de surface et est de loin le plus efficace. Il s'agit de faire exploser la torpille sous le navire ennemi, ce qui requiert un bon ajustement de la profondeur de la torpille, qui doit passer à quelques mètres seulement sous celui-ci. L'explosion soulève alors le navire, et les gaz résultants forment une bulle sous ce dernier. Ce « vide » sera comblé par une colonne d'eau montante qui percutera la quille du navire en train de retomber, ce qui aura pour effet de littéralement « couper » le navire en deux et permet de détruire efficacement les bâtiments les plus gros et résistants.

Les torpilles modernes sont les armes marines les plus efficaces mais elles bénéficient d'une portée bien plus faible que les missiles antinavires. Par ailleurs leur lenteur et leur niveau sonore réduisent leur portée efficace à des niveaux biens moindres que leur endurance théorique.

### Propulsion

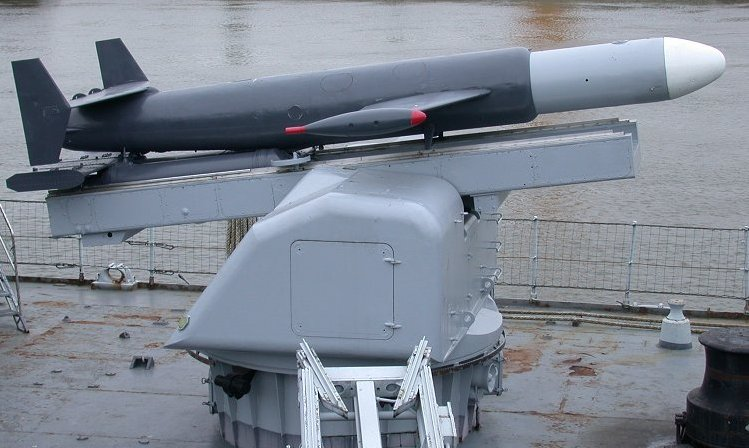
Malafon emportant une torpille L4 à bord du Maillé-Brézé (D627).

Les systèmes de propulsion sont l'objet de secrets technologiques stratégiques, et les détails de réalisation sont difficiles à obtenir. Ces systèmes se caractérisent par :
- la vitesse procurée à la torpille (le milieu liquide pose des problèmes de pénétration à grande vitesse) ;
- la signature sonore de l’engin (propulsion à poudre très bruyante, permettant la détection de la torpille).

Les différents systèmes sont :
- la propulsion à hélice, habituellement deux hélices tournant en sens contraire (pour éviter la dérive de la torpille) ;
- la propulsion à réaction (fusées à poudre). En outre, en ménageant une sortie de gaz à partir de sa tête, il est possible d'envelopper la torpille d'une bulle de vapeur, ayant pour effet de minimiser les frottements avec l'eau et d'augmenter considérablement la vitesse (facteur 3 à 5, officiellement) : c'est ce qu'on appelle la supercavitation. Ce mode de propulsion, mis au point par l'URSS dans les années 1970, équipe aujourd'hui les torpilles de type Shkval pouvant atteindre 500 km/h. Cependant la portée est limitée à 10 km et le guidage quasi inexistant, ce qui en fait plutôt des roquettes sous-marines destinées à l'autodéfense des sous-marins ;
- la propulsion magnétohydrodynamique, induisant dans le fluide (l'eau) des forces permettant de contrôler l'écoulement, réduire la pression en tête et la dépression en queue, ainsi qu'éventuellement par réaction une poussée ; ce type de propulsion serait à l'étude ou déjà actif et relève du secret stratégique qu'établissent les États sur leurs recherches militaires ;
- des torpilles transportées par missiles ou roquettes équipent certains navires depuis les années 1960.

### Guidage

#### Guidage primitif
Les premières torpilles, possédant un système de stabilisation gyroscopique, n'avançaient qu'en ligne droite à profondeur et vitesse constantes. Le lancement devait donc être orienté dans la bonne direction, et à un moment précis. Des calculateurs analogiques très ingénieux furent développés à ces fins, ce qui ne dispensait pas les officiers d'armes de longues années de formation, afin d'évaluer une solution de tir de façon rapide et dans des conditions météo souvent défavorables.

#### Guidage autonome
La plupart des torpilles modernes peuvent être complètement autonomes. Elles possèdent un sonar actif et/ou passif et sont capables de se diriger elles-mêmes vers la cible qu'on leur a désignée avant le lancement. D'autres types de torpilles autonomes possédaient par exemple, et surtout pendant la seconde moitié de la Seconde Guerre mondiale, un capteur acoustique (un sonar passif) qui leur permettait de se diriger vers le bruit émis par les moteurs de la cible. Cependant, il arrivait que ce genre de torpille se verrouille sur le bruit des moteurs du sous-marin lanceur, c'est pourquoi la procédure standard consistait à plonger à vitesse réduite après un tel tir.
Il existe également des torpilles à détection de sillage.

#### Guidage par filoguidage
Une torpille tirée d'un sous-marin peut être filoguidée. Dans ce cas elle déroule derrière elle un câble qui permet à l'équipage du sous-marin de la diriger. Le sous-marin utilise les informations de ses propres hydrophones pour guider l'arme vers son but.
Cette technique de guidage est largement utilisée, car elle est plus fiable et plus flexible que le guidage totalement autonome et robotisé. En effet, les capteurs d'un sous marin sont plus performants. De plus une torpille autonome, si elle est dirigée contre une cible silencieuse (un autre sous-marin ou un navire à l'arrêt) devra utiliser son sonar actif, ce qui la rend immédiatement repérable et pourra laisser à sa cible le temps de lancer les contre-mesures adéquates. Les torpilles filoguidées des sous-marins modernes sont aussi capables d'être autonomes (pour le cas où le câble casse ou doive être coupé, mais aussi afin d'atteindre avec précision la cible en fin de course).

## Modèles

### Torpilles portées sur missile
On trouve des torpilles portées par un missile le missile anti-sous-marin, aussi nommé « missile lance-torpille », qui se dirige vers l'endroit présumé du sous-marin et libère ensuite sa torpille depuis l'air, comme le malafon.

### Torpilles anti-torpilles

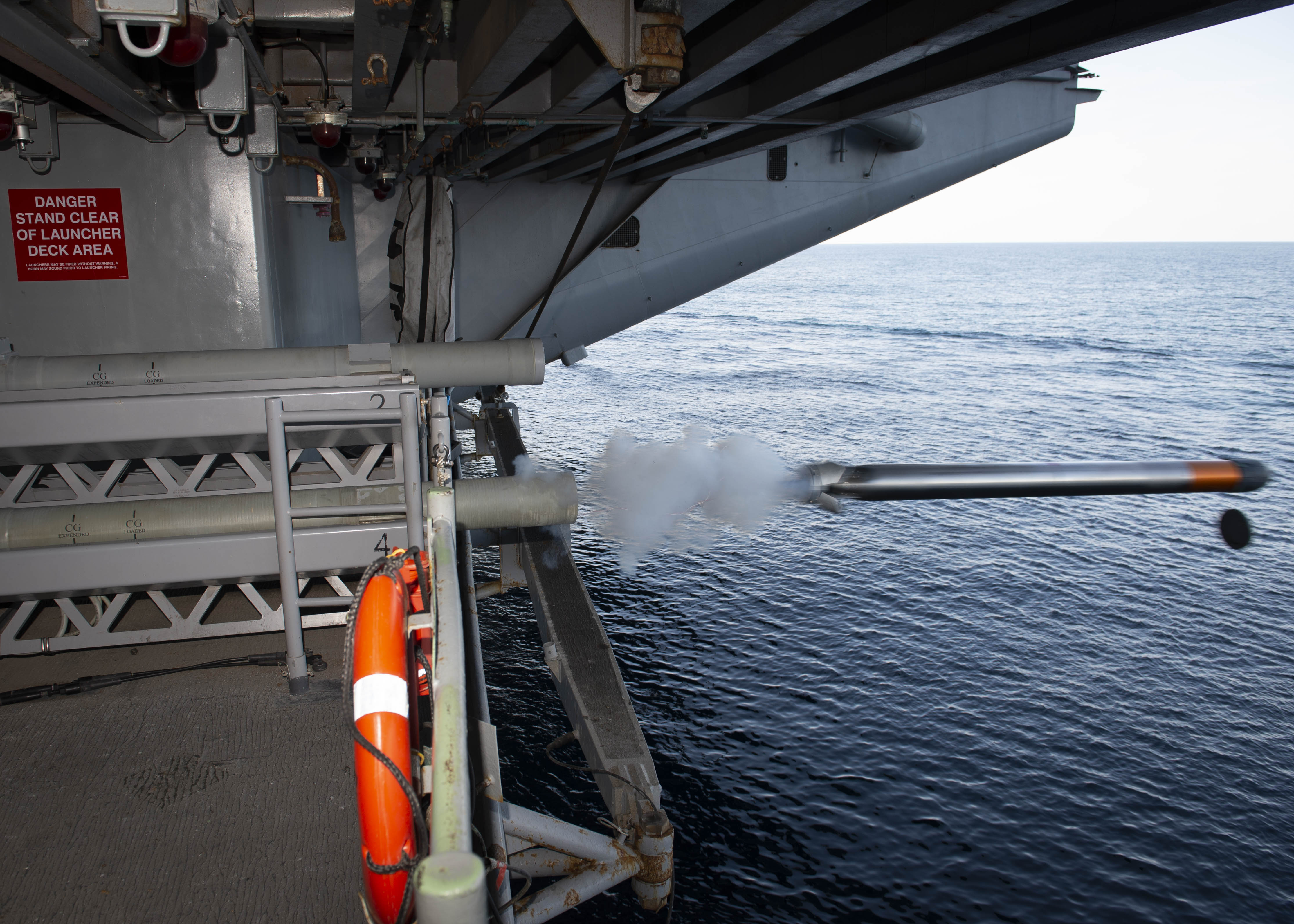
Tir d'une torpille antitorpille Countermeasure Anti-Torpedo par le USS Dwight D. Eisenhower (CVN-69) le 11 août 2019

On rencontre depuis le début du 21e siècle désormais des torpilles anti-torpilles comme la Sea Spider d'Atlas Elektronik qui détruisent les torpilles lancées.
Un système de défense actif anti-torpilles élaboré par le Pennsylvania State University Applied Research Laboratory (en) et les laboratoires de la marine des États-Unis a été installé sur des porte-avions de la classe Nimitz depuis 2013, le Surface Ship Torpedo Defense. Il comprend un sonar remorqué (Torpedo Warning System), une mise en relation avec le système d’information de combat du navire et des contremesures anti-torpille, comprenant des leurres et une mini-torpille Countermeasure Anti-Torpedo (CAT) de 17,145 cm de diamètre capable d’une interception directe de la torpille assaillante. La mini-torpille est installée dans des conteneurs de six placés tout autour du navire à protéger. Elle réalise soit une interception directe soit elle porte un leurre destiné à attirer la torpille assaillante loin de sa cible. En octobre 2016, il est en phase d'essai et cinq porte-avions en sont équipés dont les USS Nimitz (CVN-68), USS Dwight D. Eisenhower (CVN-69), USS Theodore Roosevelt (CVN-71) et USS George H. W. Bush (CVN-77) qui a été le premier à l’être,. Début 2019, à la suite d'essais peu concluants, il est annoncé qu'ils seraient retirés d'ici 2023.

### Torpille et robot sous-marin de reconnaissance
Certaines torpilles sont utilisables en tant que robot sous-marin pour la reconnaissance militaire comme la DM2A4 d'Atlas Elektronik.

## Torpilles dans le monde

### Torpilles utilisées par la Marine nationale française
| Type         | Année | Emploi        | Propulsion          | Diamètre | Poids    | Longueur | Vitesse    | Portée     | Immersion | Vecteur          |
| ------------ | ----- | ------------- | ------------------- | -------- | -------- | -------- | ---------- | ---------- | --------- | ---------------- |
| 24 Q         | 1924  | Surface       | air comprimé/alcool | 550 mm   | 1 720 kg | 7,12 m   | 35 nœuds   | 15 000 m   |           | Navires          |
| K2           | 1956  | ASM           | turbine à gaz       | 550 mm   | 1 104 kg | 4,40 m   | 50 nœuds   | 1 500 m    | 300 m     | Navires          |
| L3           | 1961  | ASM / surface | moteur électrique   | 550 mm   | 910 kg   | 4,30 m   | 25 nœuds   | 5 000 m    | 300 m     | Navires          |
| L4           |       | ASM / surface | moteur électrique   | 533 mm   | 540 kg   | 3,13 m   | 30 nœuds   | 5 000 m    | 300 m     | Aéronefs         |
| L5 mod 1     | 1971  | ASM / surface | moteur électrique   | 533 mm   | 1 000 kg | 4,40 m   | 35 nœuds   | ?m         | ?m        | Sous-marins      |
| L5 mod 3     |       | ASM / surface | moteur électrique   | 533 mm   | 1 300 kg | 4,40 m   | 35 nœuds   | 9 500 m    | 550 m     | Sous-marins      |
| L5 mod 4     | 1976  | ASM           | moteur électrique   | 533 mm   | 935 kg   | 4,40 m   | 35 nœuds   | 7 000 m    | 500 m     | Navires          |
| F17          | 1988  | surface       | moteur électrique   | 533 mm   | 1 300 kg | 5,38 m   | 35 nœuds   | ?m         | ?m        | Sous-marins      |
| F17 mod 2    | 1998  | ASM / surface | moteur électrique   | 533 mm   | 1 410 kg | 5,38 m   | 40 nœuds   | 20 000 m   | 600 m     | Sous-marins      |
| Mk 46        | 1967  | ASM           | monergol            | 324 mm   | 232 kg   | 2,59 m   | 45 nœuds   | 11 000 m   | 400 m     | Aéronefs         |
| MU 90 impact | 2008  | ASM/surface   | moteur électrique   | 324 mm   | 304 kg   | 2,96 m   | 55 nœuds   | 14 000 m   | >1 000 m  | Navires/Aéronefs |
| F21          | 2017  | ASM/surface   | moteur électrique   | 533 mm   | 1 500 kg | ±6,00 m  | > 50 nœuds | > 50 000 m | > 500 m   | SNLE-SNA         |

## Lancement des torpilles

### Lancement sous la surface de l’eau

Tubes lance-torpilles de sous-marins
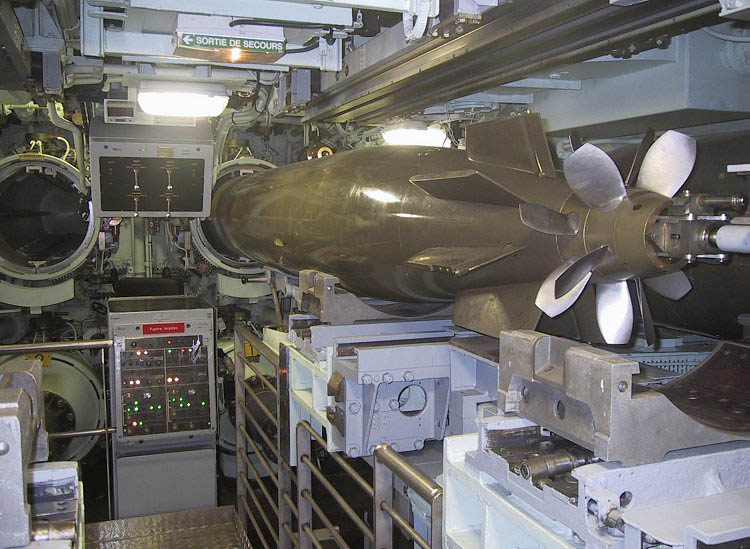
Salle des torpilles du sous-marin Le Redoutable avec une DTCN L5 engagé dans le tube lance-torpille
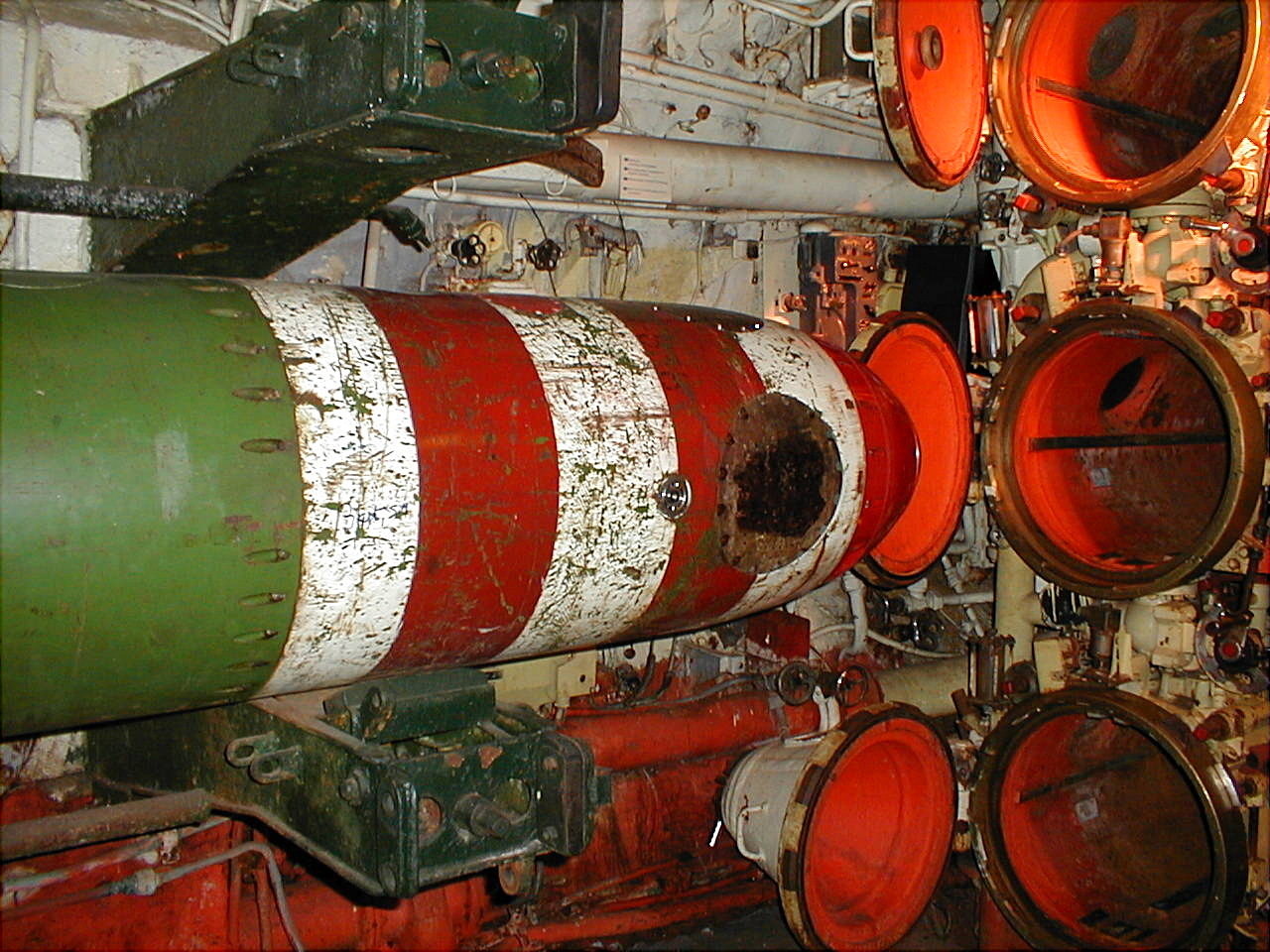
Salle des torpilles avant d'un sous-marin soviétique de la classe Foxtrot transformé en navire-musée

### Lancement par navire de surface

Lancement d'une torpille L3 d'exercice par l’escorteur d'escadre Kersaint en 1970.
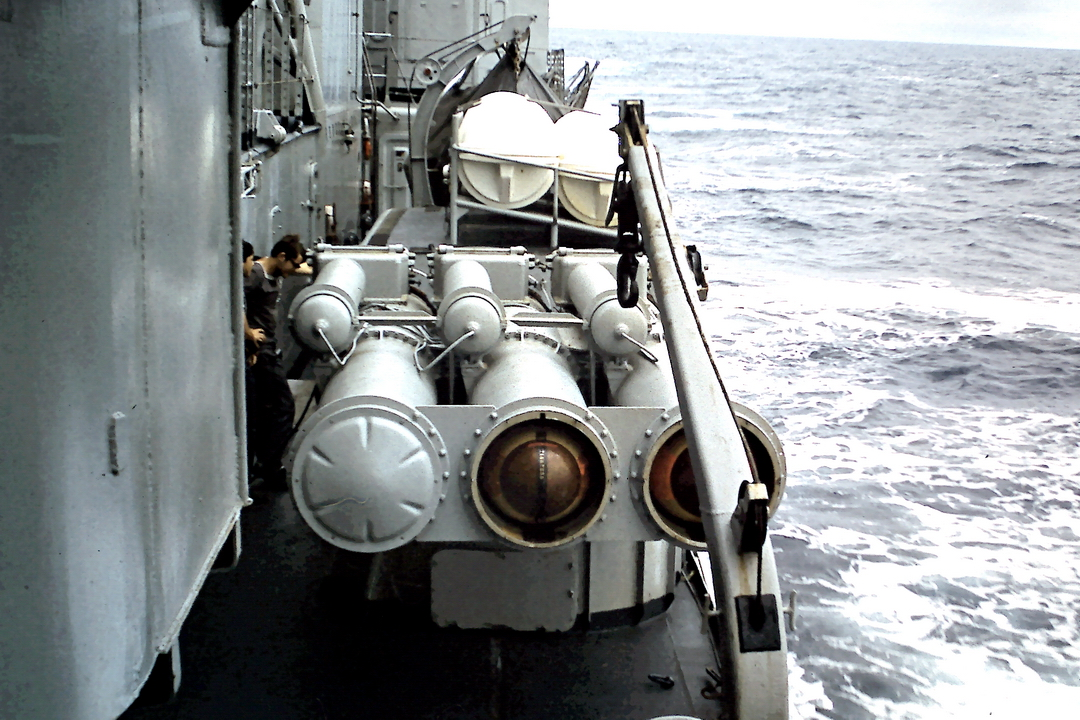
Préparation du tube lance-torpille
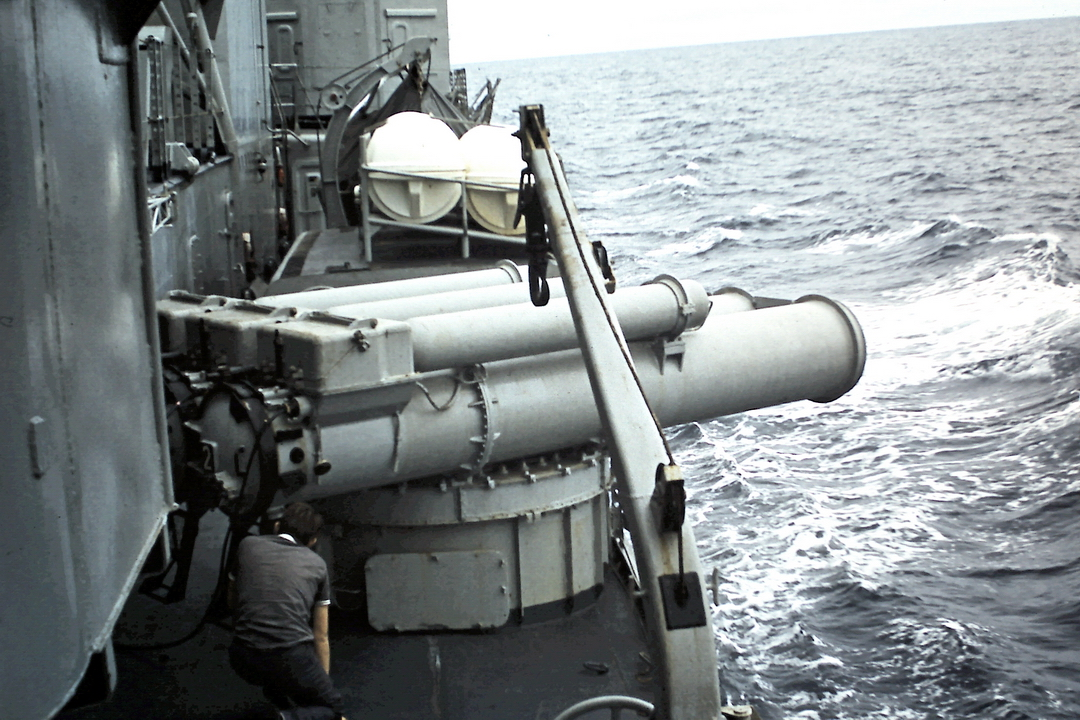
Orientation de la plateforme
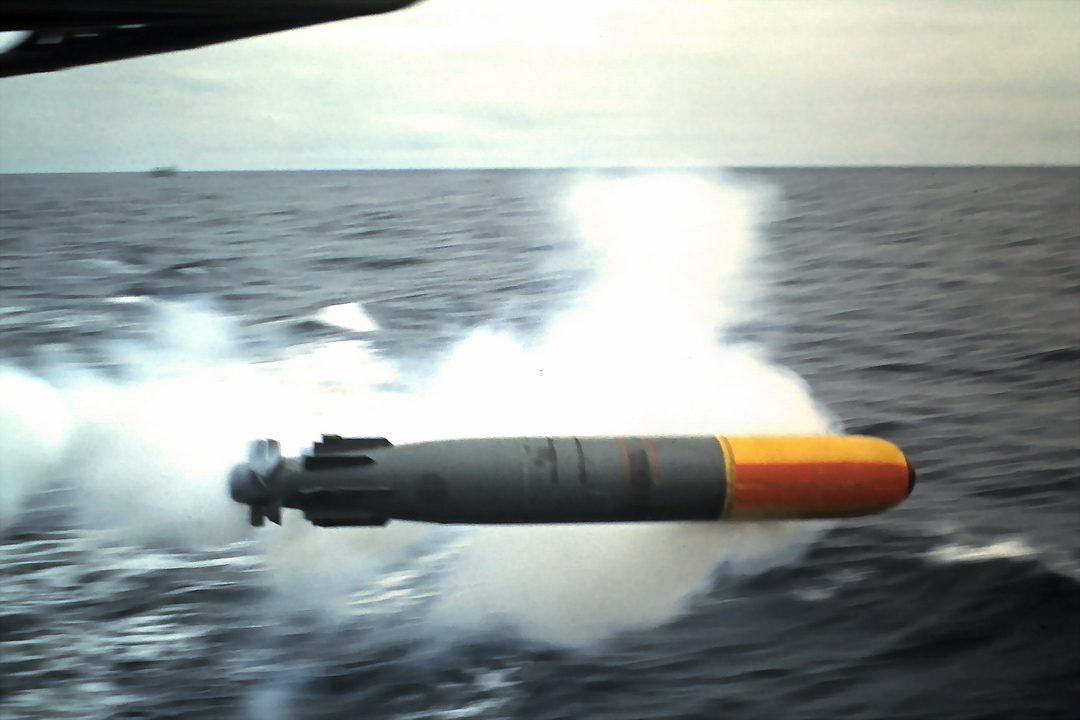
Lancement de la torpille

### Largage par aéronef d'une torpille aérienne

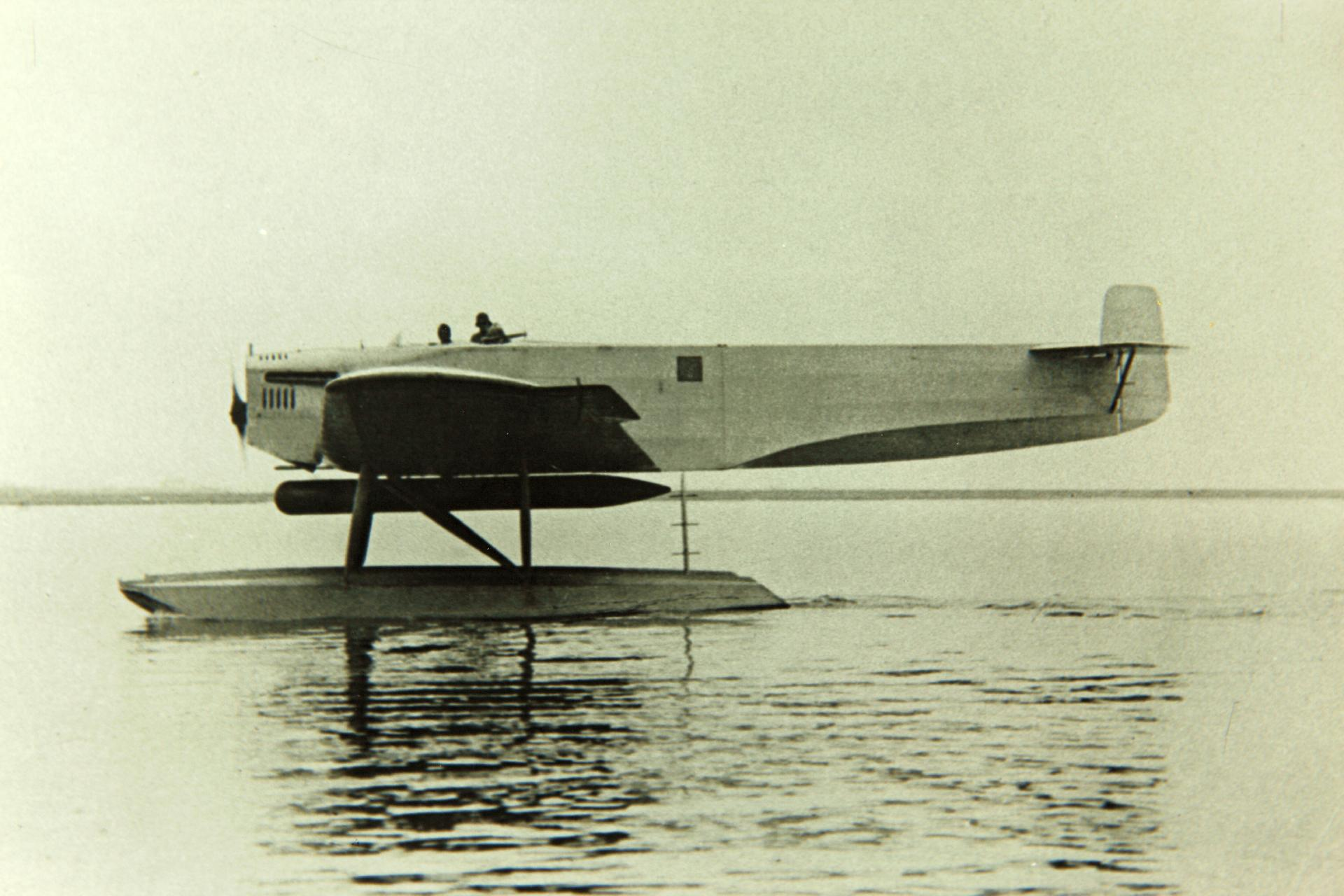
Hydravion bombardier Fokker T.III armé d’une torpille aérienne dans les années 1920
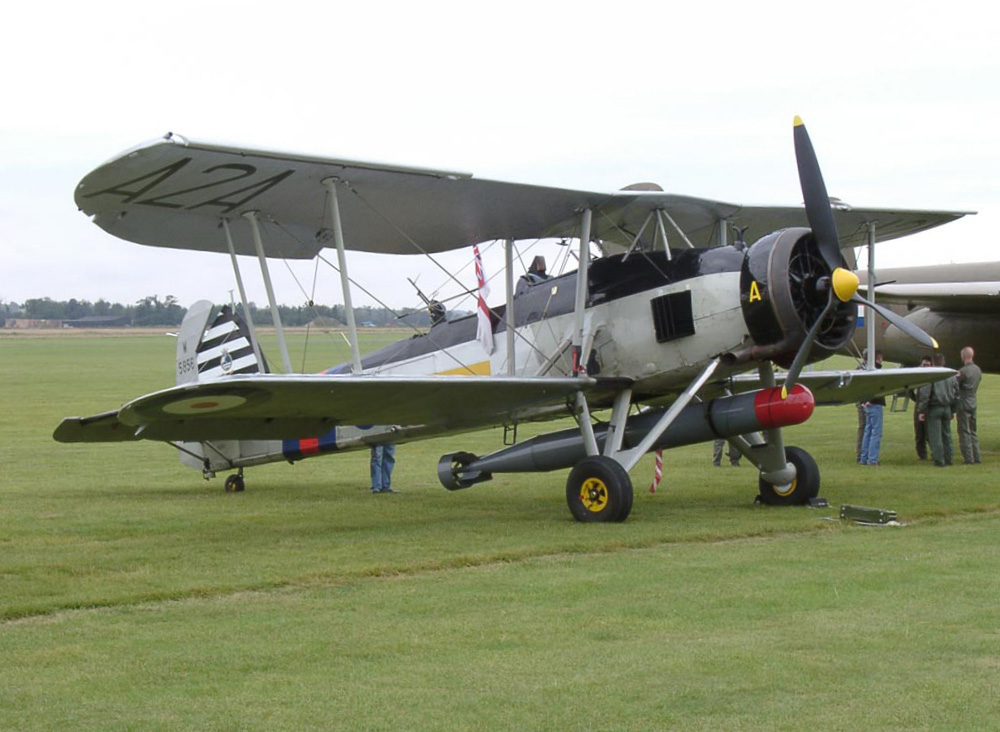
Warbird Swordfish armé d’une torpille aérienne inerte en 2002
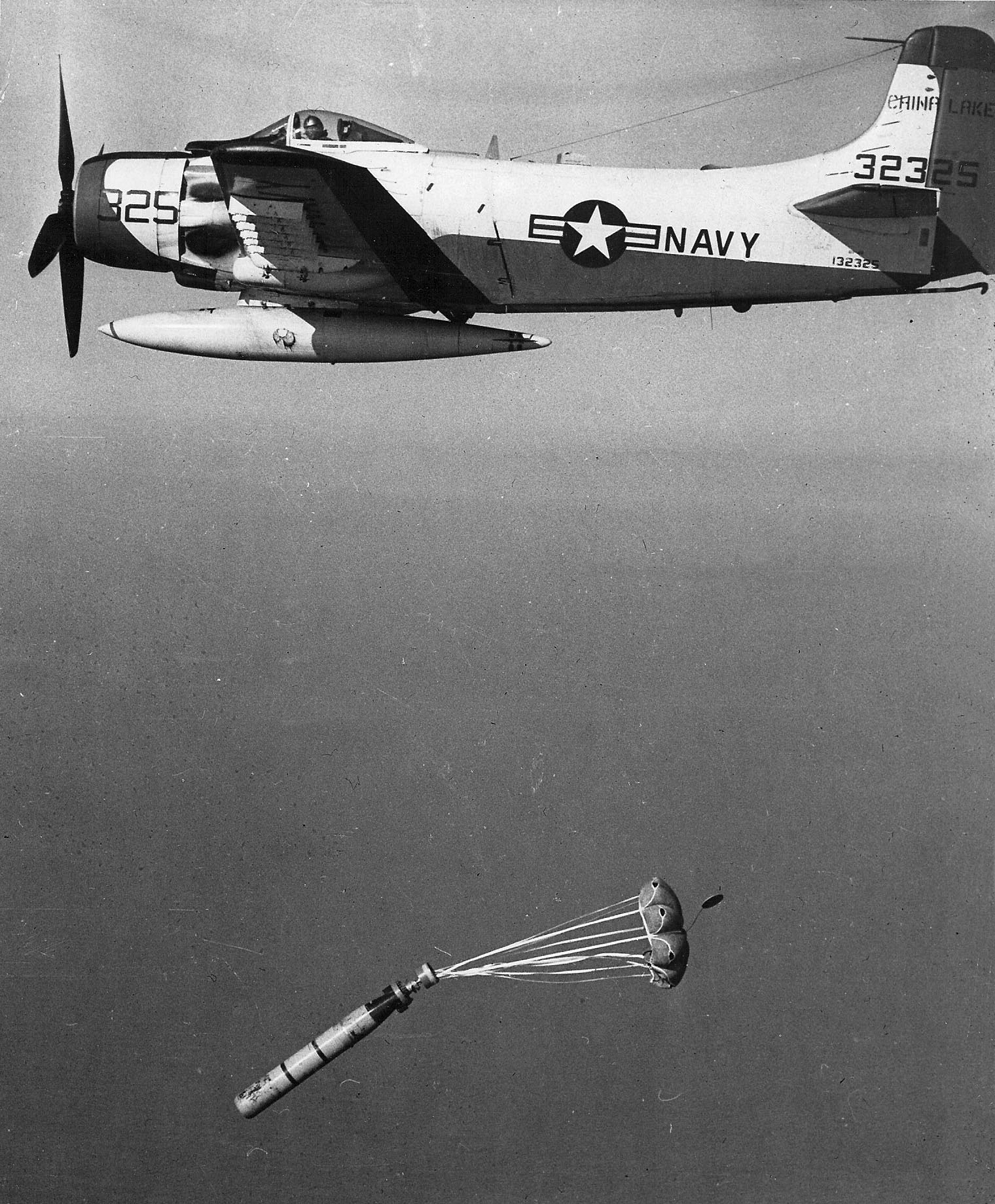
Largage d’une torpille aérienne Mk 44 depuis un bombardier Douglas AD-4B Skyraider en 1959

### Tube lance-torpille de défense côtière

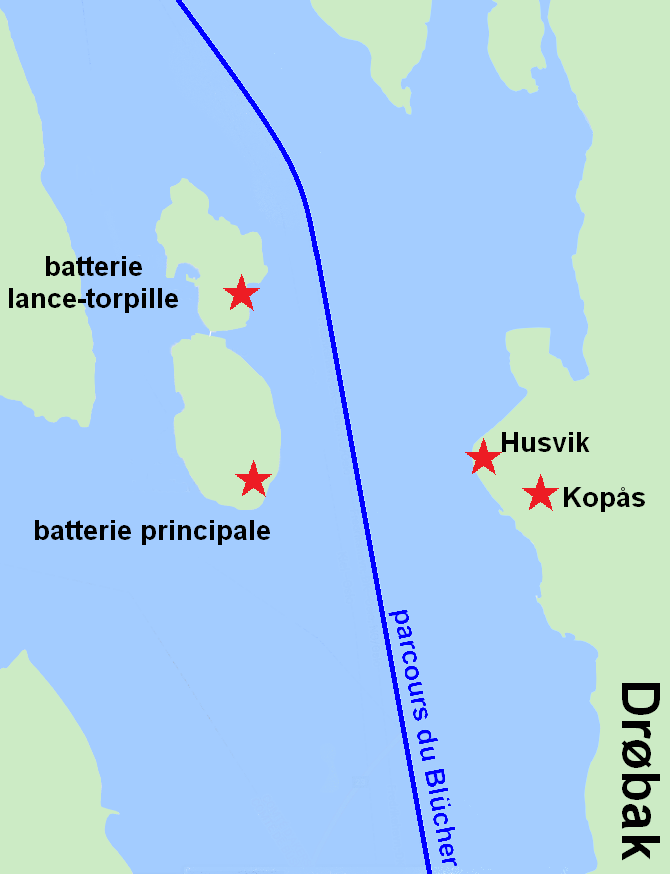
Bataille du détroit de Drøbak: Position de trois batteries d'artillerie côtière et une batterie lance-torpille aérienne lors du passage du Blücher
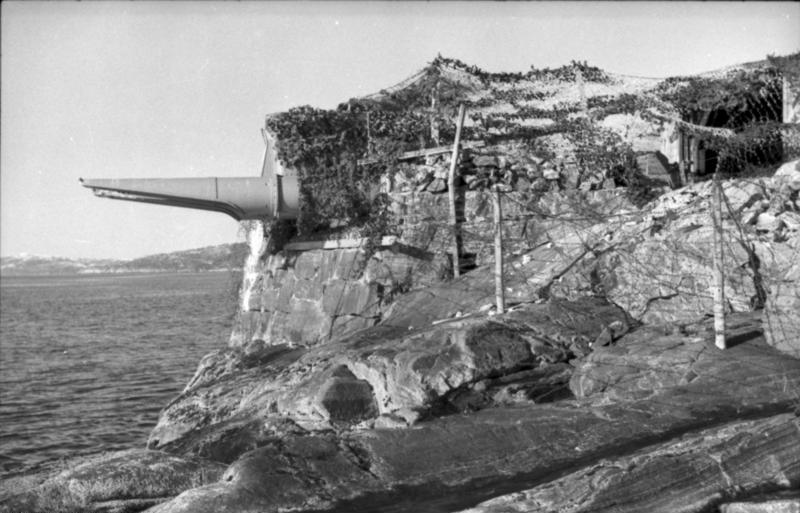
Batterie lance-torpille de défense côtière allemande
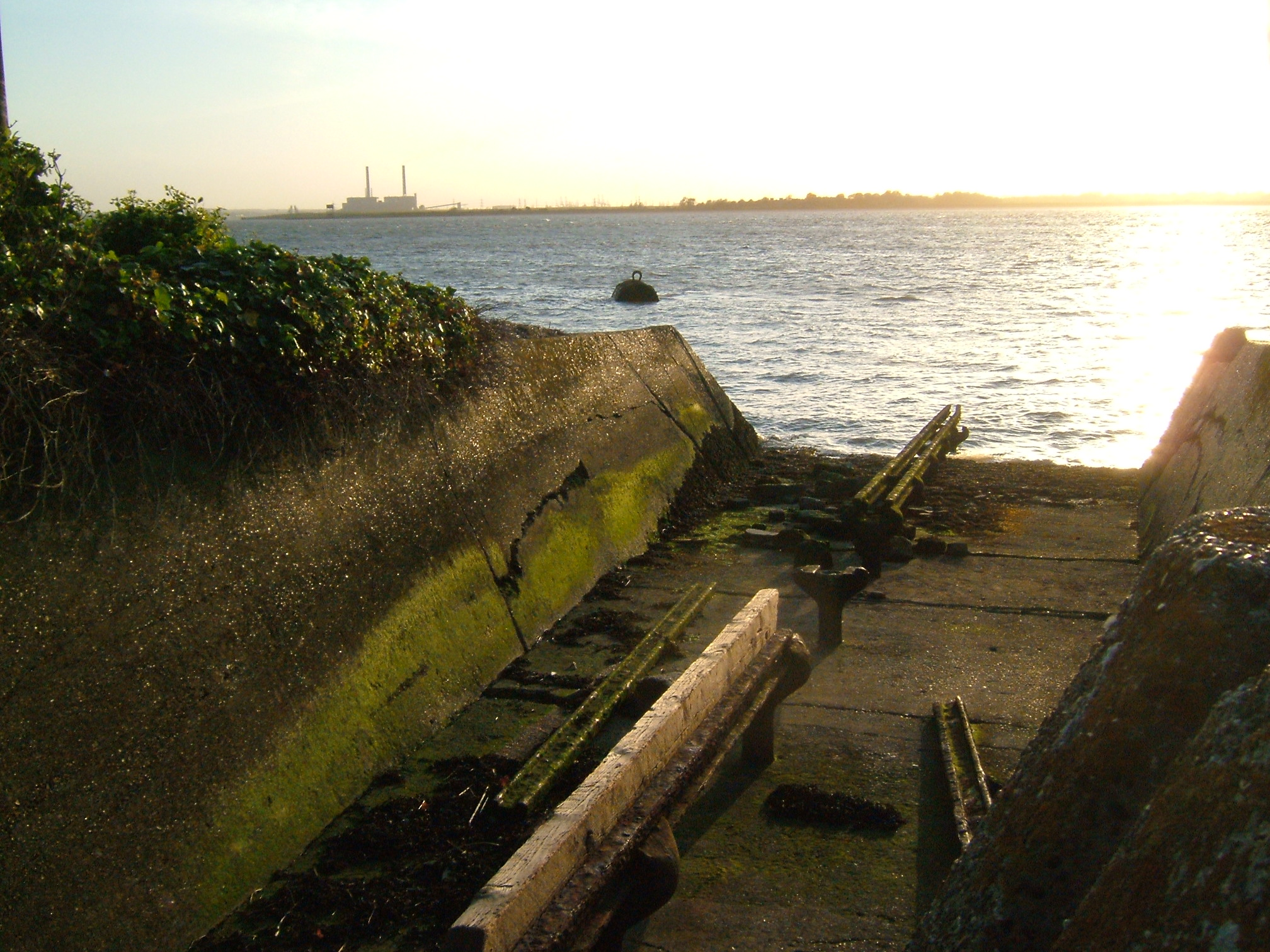
Rampe de lancement de torpille de défense côtière de la ville de Londres

Le tube lance-torpille aérienne de défense côtière, a été en usage durant la Seconde Guerre mondiale, surtout pour défendre les détroits. Parmi ses hauts-faits, l'épisode le plus connu est le cas du croiseur lourd allemand Blücher coulé le 9 avril 1940 lors de la bataille du détroit de Drøbak en Norvège. Son usage est désormais rendu partiellement obsolète à la suite de la généralisation des missiles anti-navires, y compris de défense côtière. Son usage reste toutefois pertinent dans la défense côtière d'iles ou de détroits. Dans la technologie récente, le fabricant de la torpille DM2A4 a également développé des batteries lance-torpille mobiles (tractées sur remorque par un véhicule) pour elle, elle est alors équipée d'un mat/antenne de guidage sans fil car elle est normalement filoguidée.

## Récupération des torpilles d'exercice
La récupération des torpilles d'exercice, qui ont une bonbonne d'air à la place de la charge explosive, ce qui fait qu'elle flotte sur l'eau, se fait au moyen d'un navire repêcheur de torpille.

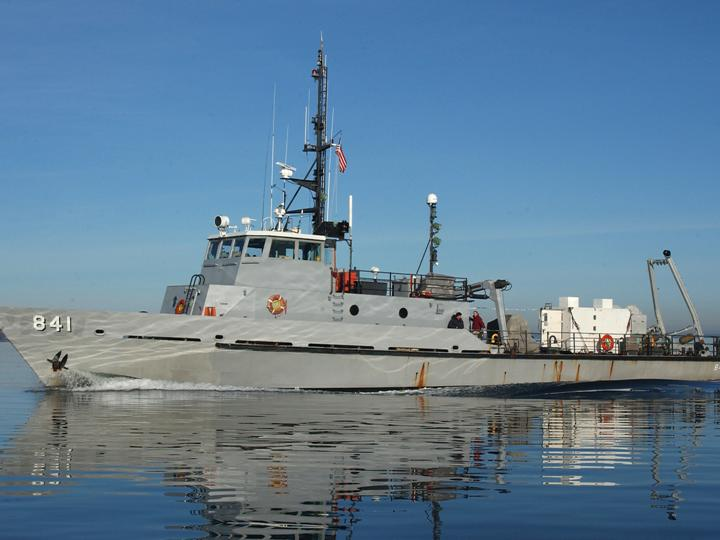
USNSCS Grayfox (TWR-825) de l'US Navy
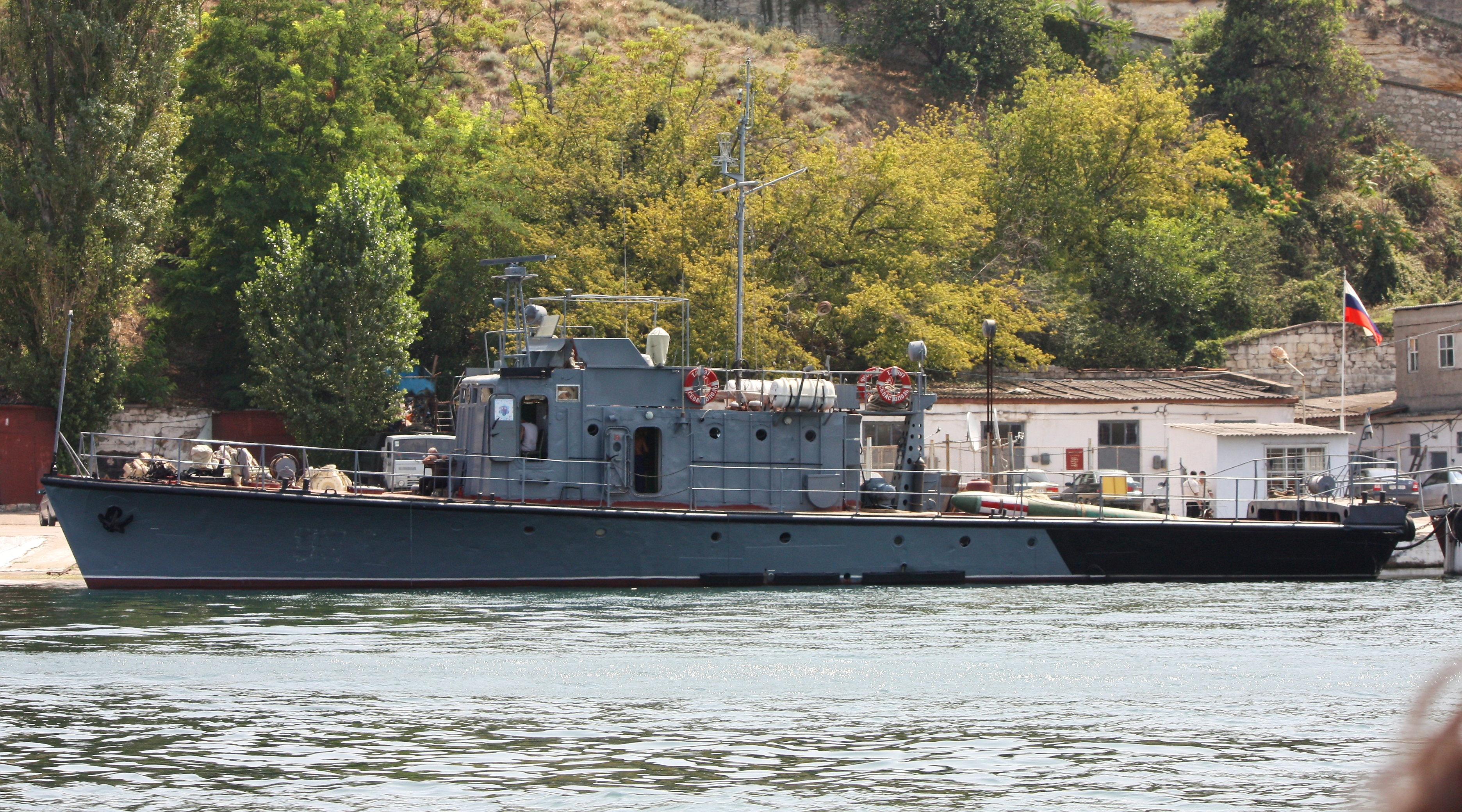
Projet 368T de la marine russe
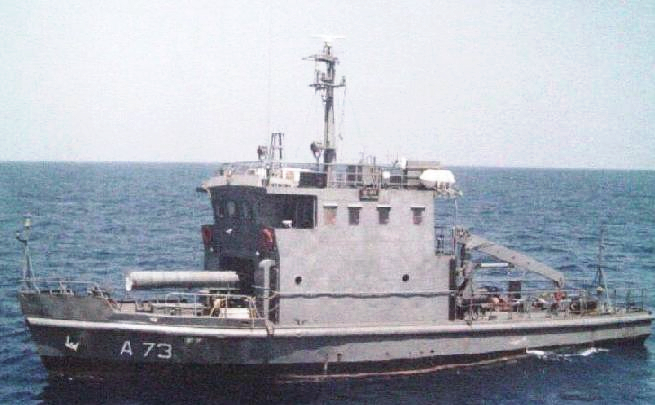
Classe Astravahini de la marine indienne